# Frontale depressie
Een frontale depressie is een lagedrukgebied dat ontstaat bij en door een front. In dit grensgebied tussen twee verschillende luchtsoorten kunnen bij stationaire of traagbewegende fronten golven ontstaan die uitgroeien tot storingen. De knik van een golf in de richting van een golf wijst in de richting van de koude massa. Als de grootte van deze golf gelijk blijft, is dit een stabiele golf. Als deze groeit, is er sprake van een onstabiele golf.

## Ontstaan
Golven kunnen ontstaan door stroming aan het aardoppervlak of in de hogere luchtlagen. In het eerste geval is vaak sprake van stabiele golven. Deze golven kunnen ontstaan doordat de stroming aan beide zijden van het front tegengesteld is, of niet even sterk. Deze golf plant zich voort langs het frontgebied met aan de voorzijde neerslag. Stroming in de hogere luchtlagen is vaak krachtig waarbij kleine storingen of troggen een divergentie in de bovenlucht veroorzaken. Dit heeft een luchtdrukdaling aan het oppervlak tot gevolg met een zwakke cyclonale circulatie die de eerste aanzet kan zijn tot een golf in het front.

## Ontwikkeling
Naast de genoemde divergentie zal de luchtdruk ook dalen doordat aan de voorzijde van de golf koude lucht wordt vervangen door warme lichtere lucht en door de condensatiewarmte die vrijkomt bij de neerslag. Dit zorgt voor een zichzelf versterkend proces dat een onstabiele golf kan laten uitgroeien tot een diepe frontale depressie. Zodra echter de convergentie aan het oppervlak toeneemt door onder meer wrijving zal de depressie zich opvullen.

Ontstaansfase; in een stationair front vormt zich een golf.
Ontwikkelingsfase; de amplitude van de golf wordt groter, windsnelheden en neerslag nemen toe.
Occlusiefase; het koufront haalt het warmtefront in. Aan de achterzijde van de depressie vormt zich een trog.
Opvullingsfase; de kern vult zich met koude lucht waardoor de luchtdruk stijgt. De warme lucht is vrijwel volledig opgetild en bevindt zich alleen nog boven het occlusiefront. In de trog komen vaak nog zware buien voor met stormwinden.

## Weer
Het weer is afhankelijk van waar men zich bevindt ten opzichte van de kern van de depressie die over het algemeen in oostelijke richting trekt. Op het noordelijk halfrond geldt dat als men zich ten zuiden van de kern bevindt, eerst een warmtefront passeert, gevolgd door het koufront. Ten noorden van de kern blijft men in de koude massa.

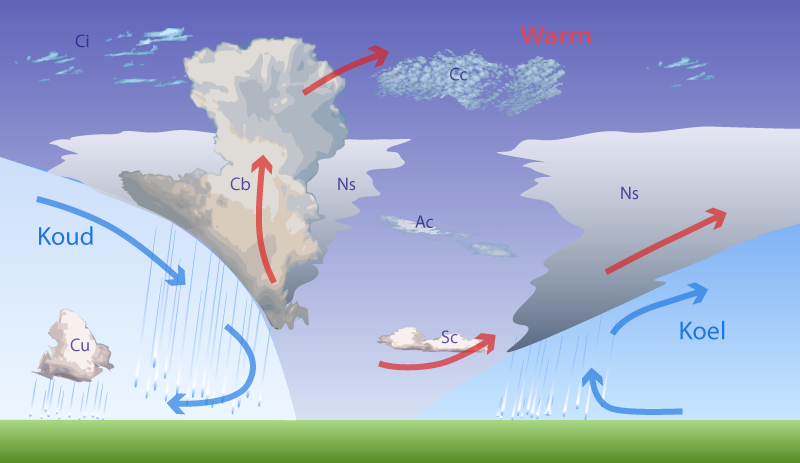
Doorsnede van de atmosfeer met een depressie met een warmte- en koufront.

In het eerste geval is bij de nadering van het warmtefront cirrusstrepen (Ci) waar te nemen. Deze breiden zich uit, terwijl de wind krimpt en de luchtdruk daalt. De cirrus gaat daarna over in cirrostratus (Cs), waarbij eventueel aanwezige stapelwolken oplossen. De wind krimpt verder en neemt toe, terwijl dichter bij het front de bewolking overgaat in altostratus (As). Bij verdere nadering van het warmtefront daalt de bewolking en is er over het algemeen sprake van gelijkmatige bewolking, hoewel deze bij onstabiele lucht wel buiig kan zijn. Bij de warmtefrontpassage zal de wind ruimen, de temperatuur stijgen, de luchtdruk stabiliseren, het zicht verder verslechteren, terwijl de regen vaak overgaat in motregen.
De passage van de warme massa gaat gepaard met het daarbij horende weerbeeld van slecht zicht, gelaagde bewolking, soms motregen en een doorstaande wind. Zodra het koufront nadert, daalt de luchtdruk opnieuw en neemt de neerslag sterk toe. Vooral in de Verenigde Staten komt op zo'n 100 km voor het koufront een buienlijn voor waarin tornado's voor kunnen komen.
Bij de koufrontpassage ruimt de wind opnieuw, daalt de temperatuur, stijgt de luchtdruk en verbetert het zicht. Afhankelijk van de snelheid van het koufront zal in de koude massa de buiigheid na passage van de frontale bewolking afnemen. Wel kunnen er enige buien zijn uit cumulusbewolking. Bij passage van een trog of vore kan dit toenemen. Bij de passage van een trog kan de wind toenemen tot stormkracht, terwijl de wind bij een vore juist zwak is.
In het tweede geval, waarbij de kern ten zuiden passeert, blijft men in de koude massa, zodat er geen grote temperatuursveranderingen zijn. Ook in dit geval is er eerst sprake van cirrusbewolking die overgaat van cirrocumulus naar cirrostratus, altocumulus en altostratus. Terwijl de luchtdruk daalt, krimpt de wind en neemt toe. De bewolking gaat daarna over in nimbostratus (Ns) met over het algemeen gelijkmatige neerslag, tenzij er sprake is van onstabiele lucht. Na de passage van de kern neemt de bewolking af en stopt de neerslag. De luchtdruk begint weer te stijgen, terwijl de wind krimpt van zuidoostelijk via oost naar noord. Na een korte toename neemt de wind weer af.